# Montañas Tordrillo
Las montañas Tordrillo son una pequeña cadena montañosa situada en los distritos de Matanuska-Susitna y de la Península de Kenai, en la región centro-sur del estado de Alaska. Se encuentran a unos 120 km al oeste-noroeste de Anchorage. La cordillera se extiende aproximadamente 97 km de norte a sur y 56 km de este a oeste. El punto más alto es el monte Torbert, de 3479 m de altura. En un día claro, son fácilmente visibles desde Anchorage.
Los Tordrillos limitan al sur con los montes Chigmit, la extensión más septentrional de la cordillera de las Aleutianas. (Los Tordrillos se consideran a veces parte de la cordillera de las Aleutianas, pero no es el uso oficial). Al oeste y al norte se encuentran con el extremo sur de los montes Revelación, que forman parte de la cordillera de Alaska, mientras que al este se desvanecen en las colinas y tierras bajas del centro-sur de Alaska. El lado norte de la cordillera alimenta el río Skwentna, y el sur desagua en el lago Chakachamna y el río Chakachatna.
Son principalmente una cordillera volcánica, como la mayor parte de la vecina cordillera de las Aleutianas; sin embargo, algunos de los picos (por ejemplo, el monte Torbert) no son volcanes. El monte Spurr, el pico más meridional de la cordillera, tuvo su más reciente erupción en junio de 1992. Los picos de la cordillera están fuertemente glaciados, en parte debido a su ubicación cerca de la ensenada de Cook. Los principales glaciares son el glaciar Capps, el glaciar Triumvirate, el glaciar Hayes y el glaciar Trimble.
A pesar de su proximidad a Anchorage, los Tordrillos son poco visitados. Sin embargo, el monte Spurr y el cercano pico del Cráter son visitados regularmente y vigilados por el Observatorio Volcánico de Alaska.

## Picos con nombre de los Montes Tordrillo
- Monte Torbert 3479 m
- Monte Gerdine 3431 m
- Monte Spurr 3374 m
- Monte Nagishlamina 3374 m
- Volcán Hayes 2788 m[1]
- Pico del Cráter 2309 m (una cumbre subsidiaria de monte Spurr)